# Кримський похід на Москву (1517)
Кримський похід на Московщину 1517 року — невдалий похід війська Кримського ханства на Московщину.

## Передісторія
Похід відбувся у зв'язку з питанням престолонаслідування в Казані, де помирав Мухаммед-Амін. На думку кримського хана Мехмеда I Ґерая успадковувати його повинен був брат Мухаммед-Еміна Абдул-Латіф, який перебував у полоні в Москві. Щоб чинити тиск на Василія III, кримське військо розпочало масштабний похід на Русь. Значною мірою він був оплачений Великим князівством Литовським, яке вже п'ять років вело війну з Російською державою.
Про підготовку вторгнення російська влада знала заздалегідь і зуміла підготуватися до зустрічі кримського війська. Кримців очолював Токузак-мурза, із ним були й інші мурзи з впливових родів Ширін та Мангут. Чисельність кримського війська оцінюється у 20 тисяч вершників. Московські війська на чолі з воєводами Василем Одоєвським, Іваном Воротинським та Іваном Телепнєвим-Оболенським були зосереджені за Окою під Алексіним. Користуючись загостренням обстановки на південному кордоні Московії, король Сигізмунд I рушив свою армію з Полоцька до Пскова, однак зазнав поразки при облозі Опочки.

## Вторгнення
У серпні військо Токузак-мурзи перейшло московський кордон під Тулою і, розділившись на частини, почало розоряти навколишні землі. Проти них були послані загони воєводи Івана Тутихіна і князів Волконських, які змусили кримців повернути назад у степ. Згідно з літописом, у перехопленні татар значну роль зіграло самоорганізоване місцеве «українне» населення: «наперед их зайдоша по лесом пешие многие люди украйные до им дороги засекоша и многых татар побиша; а передние люди от воевод приспевшие конные начаша татар топтати, а пешие люди украйные по лесом их бити, и Божиим поможением татар многых побиша, а иные многие татарове по рекам истопоша, а иных живых поимаша». Це перша згадка про засіки як оборонні споруди в історії Російської держави. Московські полки наздогнали татар «на Глутні на лесу и по селом, и по крепостем, и на бродех» і атакували їх, завдавши кримцям важких втрат і відбивши весь полон. Тільки частини ханських воїнів (не більше 5 тисяч) вдалося повернутися до Криму, «и те пеши и наги и боси».

## Наслідки
У результаті поразки, а також міжусобиць, що розпочалися, Мехмед-Ґераю довелося відкласти задуманий їм великомасштабний похід на Московію. Він оголосив, що мурзи ходили в набіг без його відома. У тому ж році в Москві з невідомої причини помер Абдул-Латіф. Кілька років спокою на південних кордонах, які послідували за поразкою кримського війська в 1517 році, дозволили Москві провести серію вдалих операцій в Литві. Мехмед-Ґерай все ж здійснив свій крупномасштабний похід у 1521 році. Він став найважчим для Московії за час правління Василія III.
На знак подяки за перемогу над кримськими татарами в 1517 році, воєвода Іван Воротинський заснував Богородице-Різдвяний Анастасів монастир поблизу Одоєва.